# Malo Palančište
Malo Palančište (cyr. Мало Паланчиште) – wieś w Bośni i Hercegowinie, w Republice Serbskiej, w mieście Prijedor. W 2013 roku liczyła 101 mieszkańców.